# 嘉南士多
嘉南士多是1962年在香港彩虹邨創辦的士多。店內主要出售小食、瓶裝飲品、香菸。它亦設有彈乒乓球機及轉蛋販賣機。它受到於附近上學的學生歡迎。除此之外，彩虹邨居民也是其常客，其他客群則較罕見。

## 歷史
1962年，嘉南士多開始營業。1990年代，店鋪交由原店主的侄子及其妻子負責經營。1996年左右，彩虹邨開始引進惠康和便利店，致使邨內的士多相繼結業，從原本的6間減至2023年的3間。2023年，香港政府公佈有關重建彩虹邨的計劃。嘉南士多店主在一篇訪問中表示，希望借此機會退休。不過他在另一篇訪問中提道自己想繼續經營士多。據2024年的報導，店主表示當士多所在的樓宇需要重建時他可能已過90歲，並希望在重建前繼續經營士多。

## 營運
嘉南士多位於香港彩虹邨金華樓2號，自開業以來其裝潢大致不變。店內主要出售牛奶片、漢堡糖、大白兔奶糖等傳統懷舊小食，以及瓶裝飲品和香菸。它亦設有彈乒乓球機及轉蛋販賣機。該店並沒有加裝八達通收款機。

## 迴響
嘉南士多受到於附近上學的學生歡迎。除此之外，彩虹邨居民也是其常客，其他客群則較罕見。截至2016年，店內的懷舊小食仍受到顧客歡迎。